# Sommet du G7 de 1980
Pour un article plus général, voir Sommet du G8.
Le sommet du G7 1980, 6e réunion du G7, réunissait les dirigeants des 7 pays démocratiques les plus industrialisés, ou G7, du  22 au 23 juin 1980, dans la ville italienne de Venise.

## Participants
| Participants au G7            |                            |                          |                                  |
| Membre                        | Membre                     | Représenté par           | Fonction                         |
| Drapeau du Canada             | Canada                     | Pierre Trudeau           | Premier ministre                 |
| Drapeau de la France          | France                     | Valéry Giscard d'Estaing | Président                        |
| Drapeau de l'Allemagne        | Allemagne de l'Ouest (RFA) | Helmut Schmidt           | Chancelier                       |
| Drapeau de l'Italie           | Italie                     | Francesco Cossiga        | Président du Conseil             |
| Drapeau du Japon              | Japon                      | Saburo Okita             | Ministre des Affaires étrangères |
| Drapeau du Royaume-Uni        | Royaume-Uni                | Margaret Thatcher        | Premier ministre                 |
| Drapeau des États-Unis        | États-Unis                 | Jimmy Carter             | Président                        |
| Drapeau de l’Union européenne | Commission européenne      | Roy Jenkins              | Président                        |